# Bibionidae
Famille
Les Bibionidae (dénommés Bibions, mouches de la Saint-Marc) sont une famille d'insectes diptères nématocères qui compte près de 600 espèces dans le monde et un peu plus de 40 en Europe, dont 18 en France. Ce sont des mouches de taille variable, souvent poilues, aux tibias antérieurs armés d'épines ou de rangées d'éperons. Le dimorphisme sexuel est très marqué chez les Bibionidae, touchant la coloration du corps et des pattes et surtout la forme de la tête (grosse, ronde, aux yeux très grands se touchant chez les mâles, allongée, un peu aplatie, aux petits yeux largement séparés chez les femelles). Les larves vivent dans le sol en colonies, jouant un rôle important dans la décomposition de la matière végétale morte et la formation de l'humus.
Les espèces européennes sont réparties dans 2 genres principaux, (Bibio et Dilophus). Ces insectes sont très caractéristiques et facilement reconnaissables.

## Morphologie
Adultes
- Fémurs antérieurs renflés, les tibias antérieurs avec des rangées d'épines (Dilophus) ou des éperons terminaux (Bibio)
- Antennes au moins de moitié aussi longues que la tête
- Palpes de 4 articles, plus longs que les antennes
- Ailes unicolores, transparentes ou brunies avec un stigma distinct et souvent les nervures antérieures fortement sclérifiées, plus longues que le corps. Produit un vol stationnaire.
- ailes souvent plus longues que l'abdomen

Larves
- Corps avec de nombreuses digitations disposées régulièrement sur chaque segment.
- Sur le vivant, elles sont légèrement incurvées, en forme d'une parenthèse.
- Stigmates postérieurs avec 2 (Bibio spp.) ou 3 ouvertures (Dilophus spp.).

## Biologie
Les larves se développent dans des matières végétales en décomposition, dans le bois humide, la litière des forêts. Dans les cultures, quelques espèces peuvent se rencontrer occasionnellement au niveau des racines et des collets et doivent le plus souvent être considérés comme des ravageurs secondaires.
vol stationnaire à diverses hauteurs du sol
Les adultes apparaissent souvent en masse, généralement au début du printemps. Il n'y a le plus souvent qu'une seule génération annuelle (Bibio), parfois deux (plusieurs espèces de Dilophus).

## Liste des sous-familles
Selon EOL (6 juillet 2013) :
- sous-famille Bibioninae
- sous-famille Hesperininae
- sous-famille Pleciinae

## Liste de genres
Selon Animal Diversity Web (6 juillet 2013) :
- Bibio
- Bibiodes
- Bibionellus
- Dilophus
- Enicoscolus
- Penthetria
- Plecia

### Genres en Europe
Selon Fauna Europaea (6 juillet 2013) :
(entre parenthèses, nombre d'espèces européennes)
- Bibio Geoffroy, 1762 (25 espèces)
- Dilophus Meigen, 1803 (15 espèces)
- Penthetria Meigen, 1803 (2 espèces)

## Quelques espèces présentes en France
- Bibio hortulanus (Linnaeus) Bibion horticole
- Bibio johannis (Linnaeus) Bibion
- Bibio marci (Linnaeus) Bibion de la Saint Marc
- Bibio pomonae (Fabricius) Bibion
- Dilophus febrilis (Linnaeus) Petit bibion
- Dilophus femoratus (Meigen) Petit bibion